# Sârbi (okręg Sălaj)
Sârbi – wieś w Rumunii, w okręgu Sălaj, w gminie Sâg. W 2011 roku liczyła 270 mieszkańców.